# Charles Grégoire Léonard Peyssard
Pour les articles homonymes, voir Peyssard.
Charles Grégoire Léonard Peyssard, né le 14 août 1816 à Forbach et mort le 10 octobre 1875 à Nantes, est un officier saint-cyrien.

## Biographie

### Origines
Fils de Philibert Alexis et de Augustine Marie Thérèse Gay (ou Guex famille noble d'extraction savoyarde), il est le frère cadet du général Anne Joseph Théodore Peyssard et le cousin du colonel Alexis Auguste Peyssard qui servira la couronne d'Italie.
Il épouse à Orléans le 3 mars 1853 en premières noces, Blanche (Jeanne Thérèse) de Vassal de Montviel qui décède le 26 décembre de la même année. Il se remarie le 14 avril 1857 à Nantes avec  Eugénie Maës, fille de l'armateur, homme politique et député nantais Pierre-Joseph Maës.

### Carrière
Charles Grégoire Léonard Peyssard va participer aux campagnes d'Afrique sous les ordres du duc d'Aumale, à la guerre de Crimée en 1855 au sein du 2e régiment des grenadiers de la Garde impériale, où il est promu lieutenant-colonel dans Sébastopol conquis.
Le 24 décembre 1858, il est promu au grade de colonel et prend le commandement du 40e régiment d'infanterie de ligne.
Durant la guerre franco-prussienne de 1870, lui seront octroyées les fonctions d'officier général, sans pour autant qu'il en obtienne le grade.
Le colonel Charles Peyssard sera fait commandeur de la Légion d'Honneur mais également dans l'Ordre de Saint-Grégoire-le-Grand et de l'Ordre royal de François Ier.
Il décède le 10 octobre 1875 à Nantes et est inhumé au Cimetière de La Miséricorde à Nantes (Loire-Atlantique).

## Décorations
- Commandeur de la Légion d'honneur
- Commandeur dans l'Ordre de Saint-Grégoire-le-Grand
- Commandeur dans l'Ordre royal de François Ier